# Copa Petrobras Argentina 2007
Il Copa Petrobras Argentina 2007 è stato un torneo di tennis facente parte della categoria ATP Challenger Series nell'ambito dell'ATP Challenger Series 2007. Il torneo si è giocato a Buenos Aires in Argentina dal 12 novembre 2007 su campi in terra rossa.

## Vincitori

### Singolare
Sergio Roitman ha battuto in finale  Marcos Daniel con il punteggio di 6–1, 6–4

### Doppio
Marcelo Melo /  Sebastián Prieto hanno battuto in finale  Brian Dabul /  Máximo González con il punteggio di 6–4, 7–6(0)